# Basilika Sainte-Thérèse

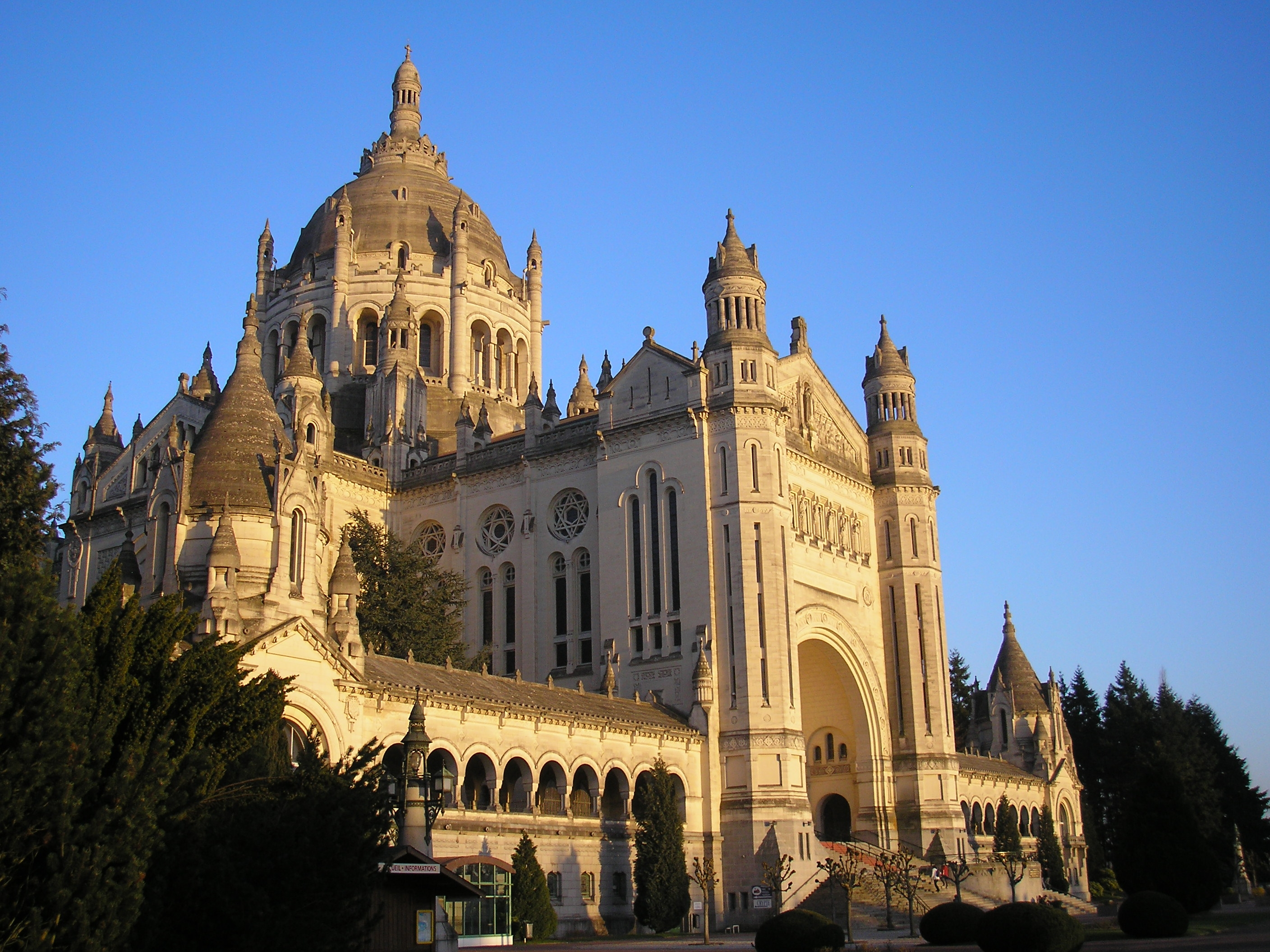
Basilika Sainte-Thérèse

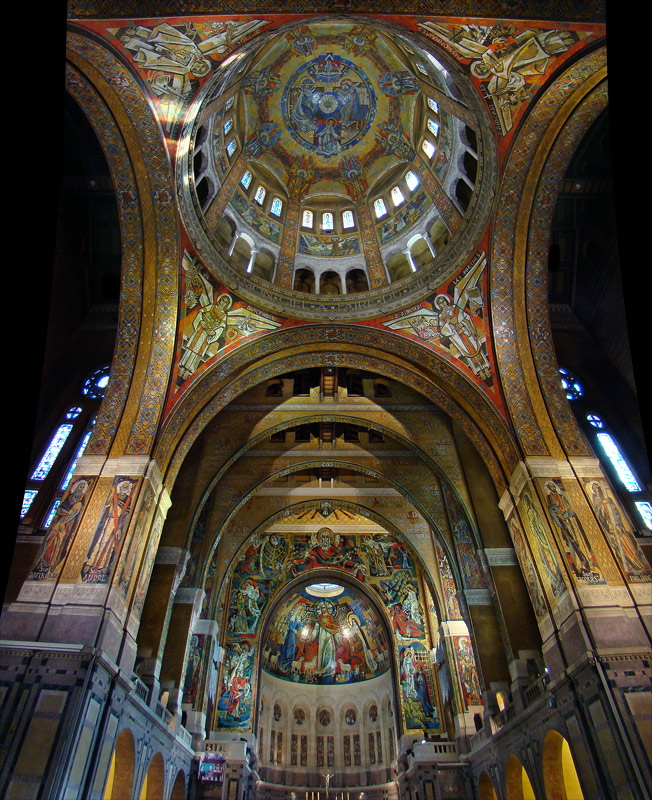
Innenraum mit Decke

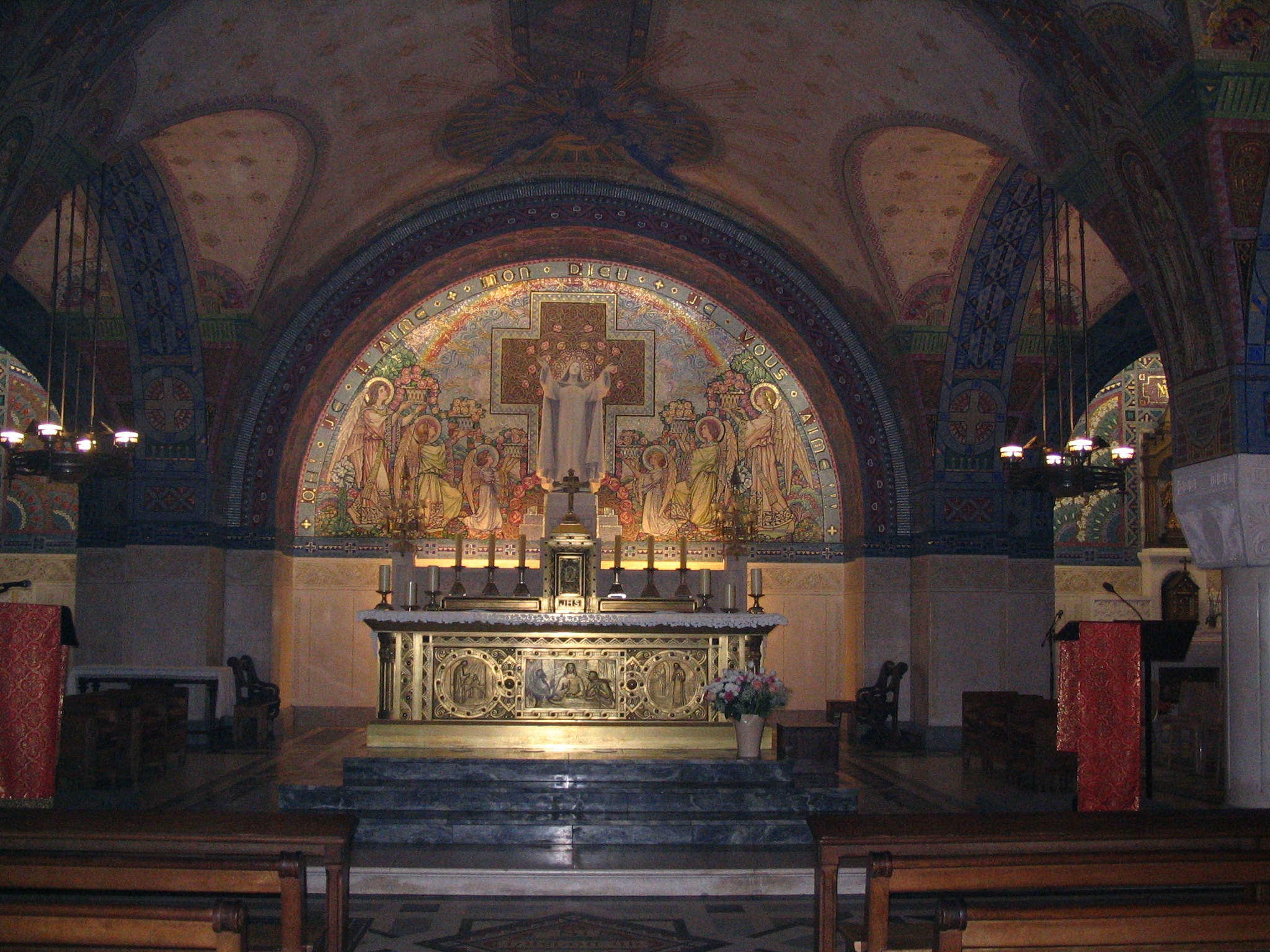
Krypta

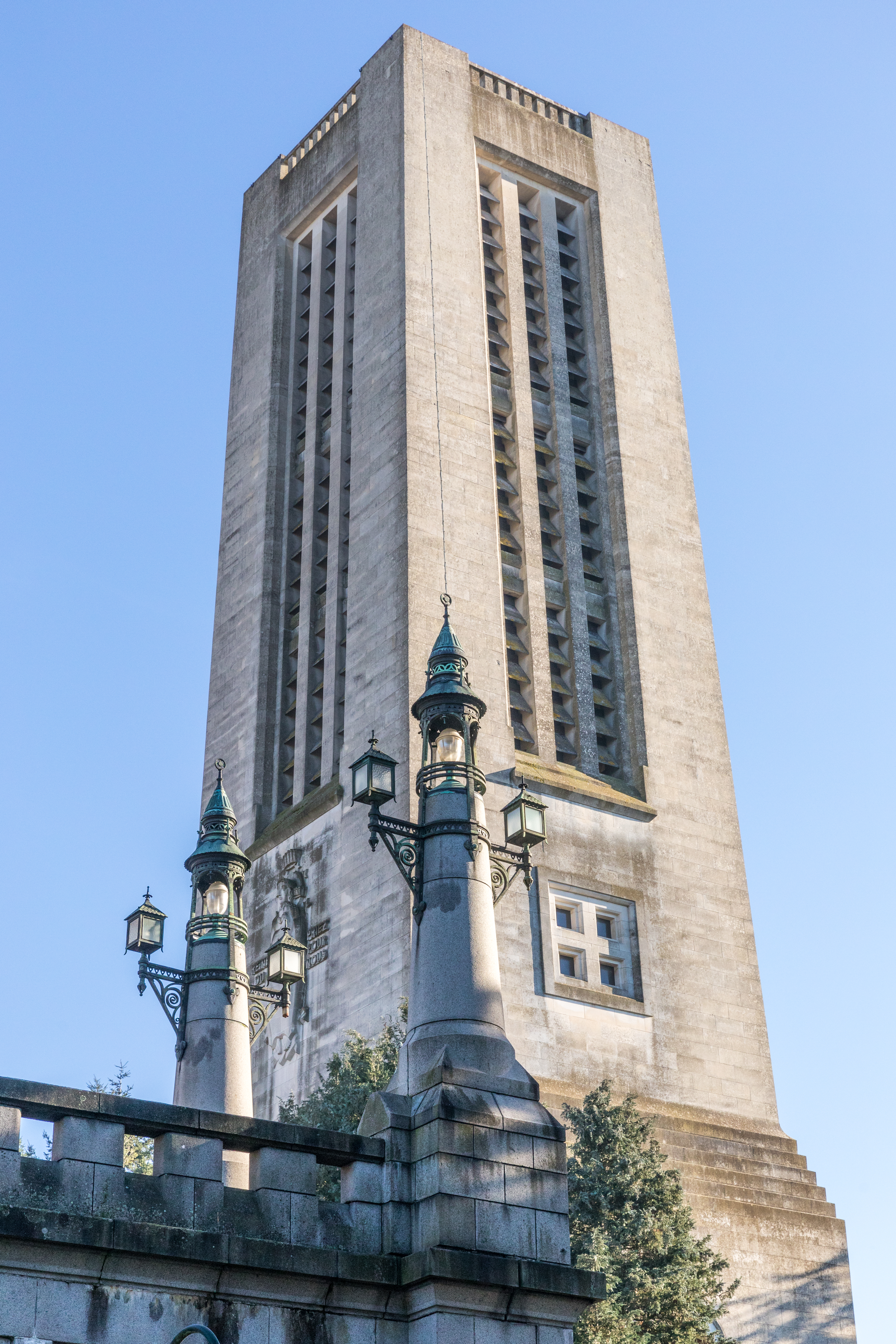
Glockenturm

Die Basilika Sainte-Thérèse ist eine Basilica minor in Lisieux in Frankreich. Die 1954 fertiggestellte Basilika ist der heiligen Therese von Lisieux (1873–1897) geweiht. Das Kirchengebäude, im neobyzantinischen Stil errichtet, fasst bis zu 4000 Personen und wird jährlich von über zwei Millionen Menschen besucht. Es ist eine der größten Kirchen, die im 20. Jahrhundert gebaut wurden. Nach Lourdes ist die Basilika der hl. Therese die zweitgrößte Wallfahrtsstätte Frankreichs. 

## Geschichte
Nach der Heiligsprechung Thereses 1925 wurde beschlossen, eine der Heiligen geweihte Kirche in ihrer Heimatstadt zu errichten. Der zuständige Bischof von Bayeux, Thomas-Paul-Henri Lemonnier, hatte für die Realisierung des Projekts die volle Unterstützung Papst Pius’ XI., der diese sehr verehrte und sein ganzes Pontifikat unter das Patronat der hl. Therese stellte. Die Bauarbeiten begannen 1929 und endeten 1954. Die Kirche erhebt sich auf einem Hügel am Rande von Lisieux. Das Geld zum Bau wurde teils durch Spenden aufgebracht; die Internationalität der Spenden spiegelt sich in den 18 Nebenaltären in der Kirche wider, die die jeweilige Nation repräsentieren.
Am 11. Juli 1937 erfolgte die Weihe der Basilika durch den päpstlichen Gesandten Eugenio Kardinal Pacelli, den späteren Papst Pius XII. Während des Zweiten Weltkrieges ruhten die Bauarbeiten, die Fertigstellung der Kirche erfolgte erst 1954. Zwei Drittel der Stadt Lisieux wurden im Zweiten Weltkrieg zerstört; die Teile der Kirche, die vor dem Krieg erbaut worden waren, nahmen durch Bombardement jedoch nur geringen Schaden. Die Konsekration der Kirche wurde am 11. Juli 1951 vom Erzbischof von Rouen, Joseph-Marie Martin, und dem Nuntius Maurice Kardinal Feltin vorgenommen.

## Architektur

### Basilika
Der Bau der 95 Meter hohen Basilika wurde von drei Architekten geplant und ausgeführt: Louis Marie Cordonnier (1854–1940), seinem Sohn Louis-Stanislas Cordonnier und seinem Enkel Louis Cordonnier. Das Aussehen des Sakralbaus mit dem kreuzförmigen Grundriss orientiert sich an der Pariser Basilika Sacré-Cœur de Montmartre; die Kirche selbst ist im neobyzantinischen Stil errichtet. Eine große Kuppel erhebt sich über der Vierung des 105 Meter langen Hauptschiffs und des 65 Meter breiten Querschiffs. Die Wände des Kirchenschiffs sind großteils mit Mosaiken bedeckt.

### Krypta
Die 1932 vollendete Krypta ist ebenfalls mit Mosaiken geschmückt, die Szenen aus dem Leben der hl. Therese zeigen: Taufe, Erstkommunion, Wunderheilung, der Eintritt in den Karmel  von Lisieux und Sterben. Im Sommer 1944 suchten Bewohner der Stadt Zuflucht in der Krypta, darunter auch der Konvent der Unbeschuhten Karmelitinnen von Lisieux, zu dem zu dieser Zeit noch zwei leibliche Schwestern Thereses gehörten.

## Ausstattung

### Orgel
Die Orgel wurde 1943 eingebaut. Das Instrument war in der Nachfolge von Cavaillé-Coll 1935 für die Brüsseler Weltausstellung erbaut worden. In Lisieux wurde es in zwei getrennten Orgelgehäusen eingebaut, in einem Abstand von 22 m: Auf der Südempore befinden sich das Hauptwerk und das Pedalwerk sowie der Spieltisch, auf der Nordempore das Positif und das Récit. Das Schleifladen-Instrument hat 55 Register auf drei Manualwerken und Pedal. Die Spiel- und Registertrakturen sind elektrisch.
| I Grand Orgue C–c4 |                  |     |
| 1.                 | Bourdon          | 16′ |
| 2.                 | Bourdon          | 8′  |
| 3.                 | Flûte harmonique | 8′  |
| 4.                 | Salicional       | 8′  |
| 5.                 | Montre           | 8′  |
| 6.                 | Prestant         | 4′  |
| 7.                 | Flûte            | 4′  |
| 8.                 | Doublette        | 2′  |
| 9.                 | Cornet III       |     |
| 10.                | Fourniture III   |     |
| 11.                | Cymbale IV       |     |
| 12.                | Trompette        | 8′  |
| 13.                | Clairon          | 4′  |

| II Positif Expressif C–c4 |               |        |
| 14.                       | Dulciane      | 16′    |
| 15.                       | Bourdon       | 8′     |
| 16.                       | Salicional    | 8′     |
| 17.                       | Montre        | 8′     |
| 18.                       | Principal     | 4′     |
| 19.                       | Quarte        | 2′     |
| 20.                       | Piccolo       | 1′     |
| 21.                       | Nasard        | 2 ⁄3′  |
| 22.                       | Tierce        | 1 3⁄5′ |
| 23.                       | Fourniture VI |        |
| 24.                       | Cymbale III   |        |
| 25.                       | Cornet V      |        |
| 26.                       | Clarinette    | 16′    |
| 27.                       | Cromorne      | 8′     |
| 28.                       | Clairon       | 4′     |

| III Récit expressif C–c4 |                   |        |
| 29.                      | Quintaton         | 16′    |
| 30.                      | Bourdon           | 8′     |
| 31.                      | Flûte traversière | 8′     |
| 32.                      | Gambe             | 8′     |
| 33.                      | Voix céleste      | 8′     |
| 34.                      | Prestant          | 4′     |
| 35.                      | Flûte octaviante  | 4′     |
| 36.                      | Octavin           | 2′     |
| 37.                      | Quinte            | 2 ⁄3′  |
| 38.                      | Tierce            | 1 3⁄5′ |
| 39.                      | Larigot           | 1 ⁄3′  |
| 40.                      | Cornet V          |        |
| 41.                      | Cymbale IV        |        |
| 42.                      | Plein-Jeu III     |        |
| 43.                      | Bombarde          | 16′    |
| 44.                      | Trompette         | 8′     |
| 45.                      | Clairon           | 4′     |
| 46.                      | Basson-Hautbois   | 8′     |
| 47.                      | Voix humaine      | 8′     |

| Pédale C–g1 |             |     |
| 48.         | Bourdon     | 32′ |
| 49.         | Bourdon     | 16′ |
| 50.         | Bourdon     | 8′  |
| 51.         | Flûte       | 8′  |
| 52.         | Violoncelle | 8′  |
| 53.         | Violon      | 4′  |
| 54.         | Flûte       | 4′  |
| 55.         | Ténor       | 2′  |
| 56.         | Bombarde    | 16′ |
| 57.         | Trompette   | 8′  |
| 58.         | Clairon     | 4′  |

### Carillon
Der Glockenturm aus den 1960er-Jahren steht etwas abseits vom Hauptgebäude am Vorplatz. Er ist mit seinen 51 Glocken als Carillon bespielbar. Wie viele Teile der Basilika wurden die Glocken von Ländern gespendet, in denen die hl. Therese besonders verehrt wird.